# Zuytdorp Cliffs

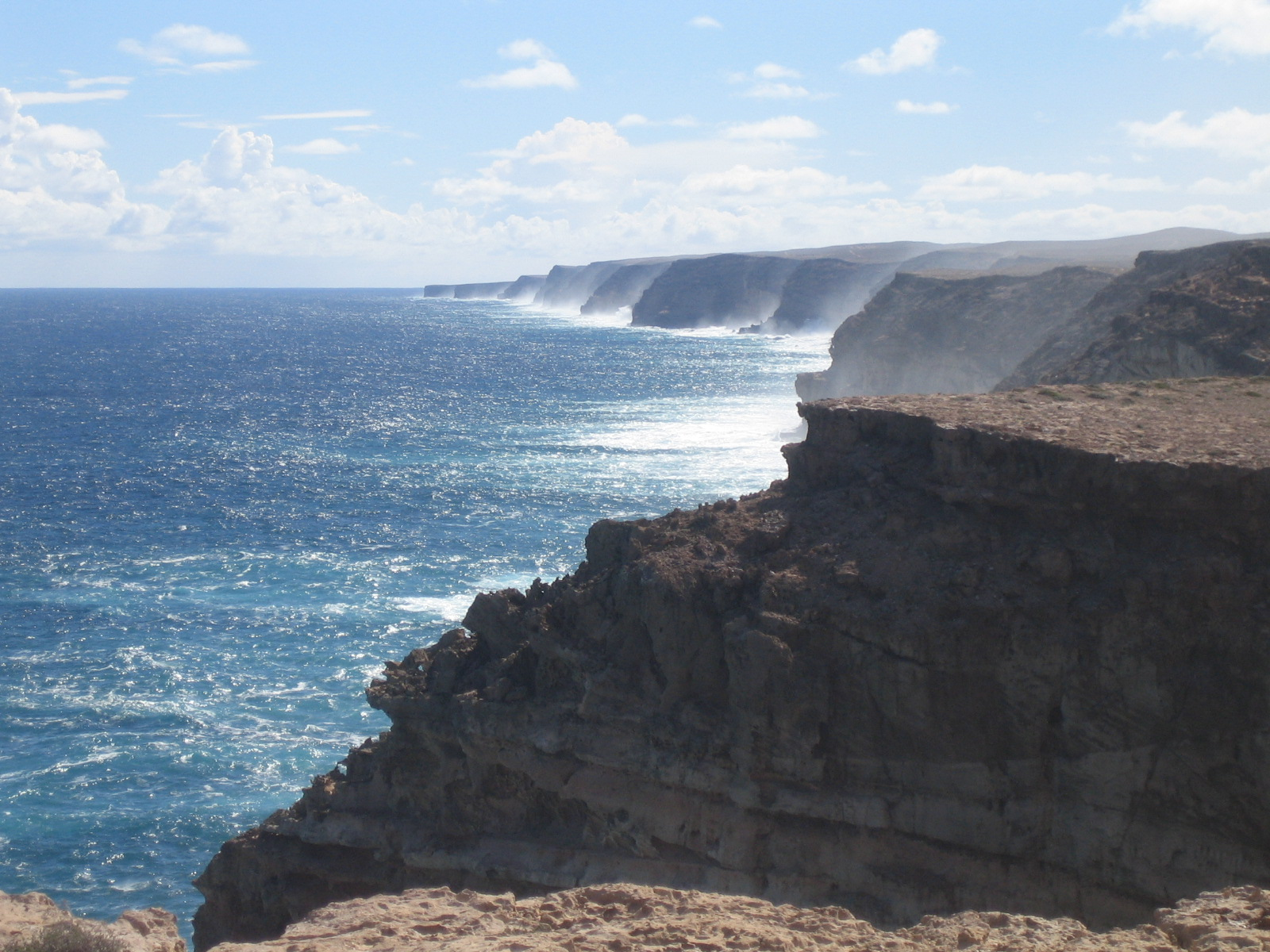
Zuytdorf Cliffs

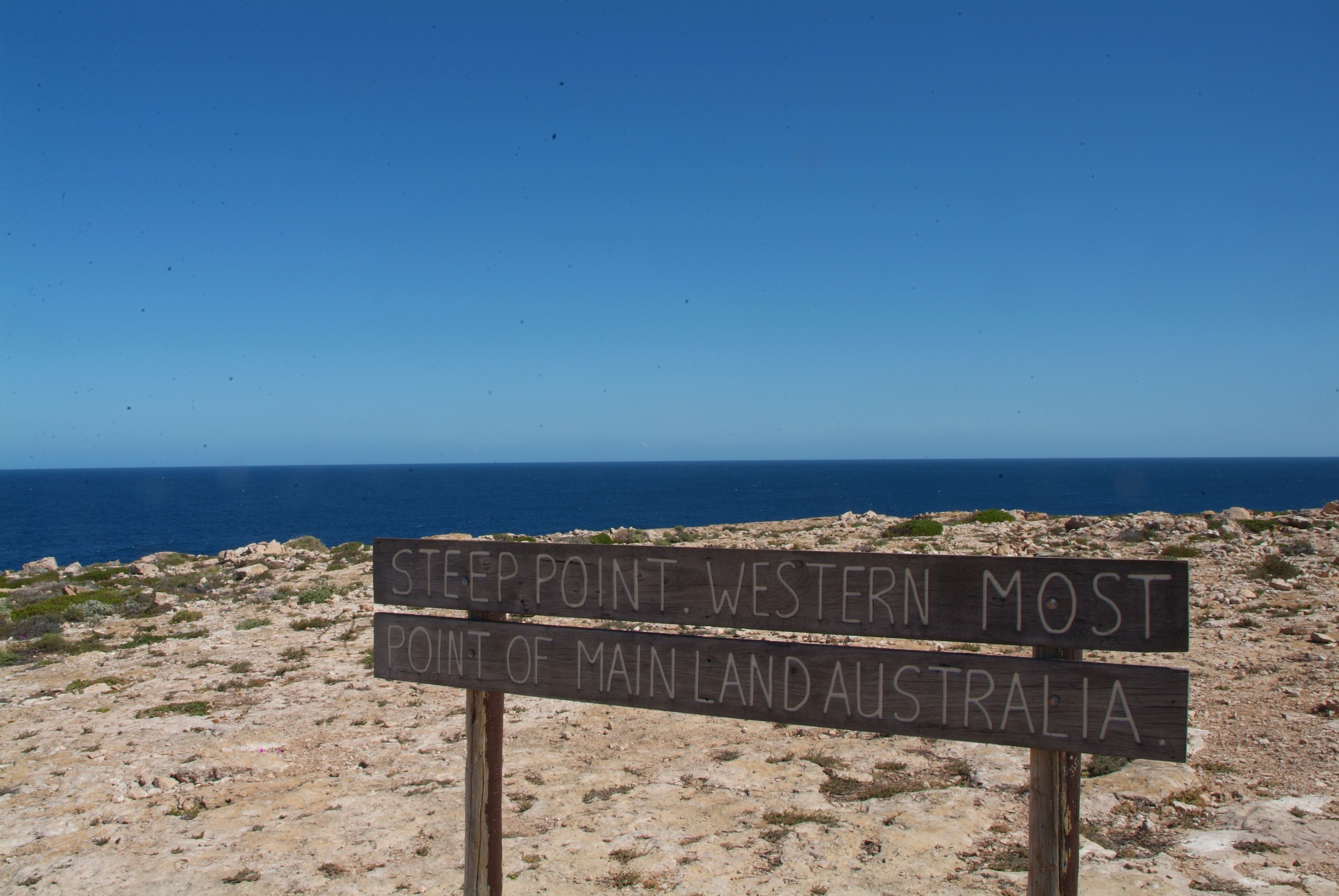
Steep Point

Die Zuytdorp Cliffs (Zuytdorp-Klippen) bestehen aus Kalkstein. Sie liegen zum großen Teil im Südwesten der Shark Bay in Western Australia und erstrecken sich über insgesamt 150 Kilometer.

## Lage
Die Klippen reichen mehrere Kilometer südlich oberhalb der Mündung des Murchison River bei Kalbarri liegend bis zum Steep Point. Das ist der am weitest westlich liegende Punkt Australiens, der sich auf dem Dirk Hartog Island befindet. Die Klippen erreichen eine Höhe von 30 bis 260 Meter und bilden für die sogenannte Edel-Land-Halbinsel und für Dirk Hartog Island eine schützende Barriere. Die höchste Erhebung der Klippen ist Womerangee Hill. Durch die heftige Brandung des Indischen Ozeans wird der wenig widerstandsfähigen Kalkstein der Klippen teilweise abgetragen und ausgehöhlt. Dadurch bildeten sich entlang der Küste mehrere massive Blowholes, die Touristen anziehen.

## Name

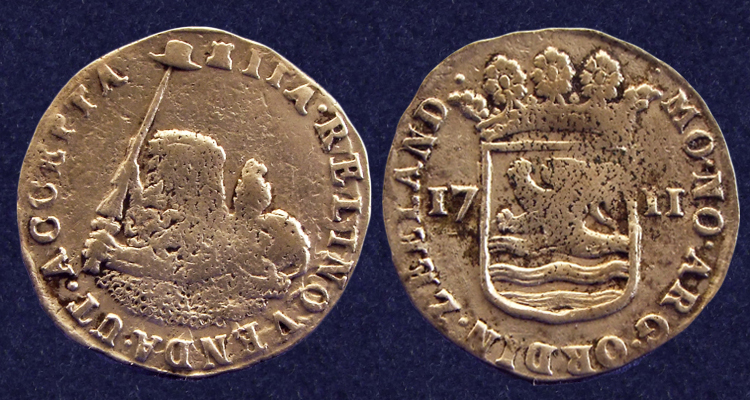
Silbermünzen der Zuytdorp

Benannt wurden die Klippen nach dem Handelsschiff der Niederländischen Ostindien-Kompanie Zuytdorp (Süddorf), das 1701 gebaut wurde und im südlichen Winter 1712 nördlich von Kalbarri unterging. Das Schiff hatte wertvolle Handelswaren und etwa 250.000 Silber-Münzen geladen, als es sich auf dem Weg von den Niederlanden nach Batavia befand. Der Untergangsort ist als archäologischer Ort eingetragen und geschützt.

## Varia
Die Zuytdorp Cliffs bildeten sich im Pleistozän aus Sedimenten, vor allem aus Kalk- und Muschelablagerungen, die sich aufgetürmt hatten und durch den sinkenden Wasserpegel der letzten Eiszeit Australiens aus dem Ozean hervorgehoben wurden.
Zahlreiche Køkkenmødding (Muschelhaufen), die zum Teil eine Höhe von bis zu 40 Meter erreichen, bezeugen die jahrtausendelange Anwesenheit von Aborigines in dem Gebiet.